# 実況板
実況掲示板（じっきょうけいじばん）とは、「実況行為」を目的とした電子掲示板である。
インターネット上では2ちゃんねる内などに存在する。単に実況板とも呼ばれる。
テレビ番組からラジオ番組、株価の動向まで様々な「実況行為」がここで行われる。

## 概要
ここで言う「実況行為」（以下、単に「実況」）とはプロ野球やサッカー等のスポーツ中継においてアナウンサーが視聴者に向けて行う、音声による状況説明・情報の提供といった「本来の意味の実況」とは異なる。掲示板利用者達各々が「板」内に立てられたスレッドに、対象となる番組等の感想をリアルタイムで書き込んでゆく行為を指す。
その主目的は、自分が心引かれる場面を目にした・耳にした際に感じたことをここで発露することによって他の利用者達と感情の昂りを共有する感覚を得たり、自分がスレッドに送信した書き込み内容によって他の利用者達がどのような反応を示すかを楽しんだりといったことが挙げられる。いわばスタジアムでスポーツ観戦をしている時のような「場の一体感」の獲得が利用者達の主目的である。このような性質から、実況板は実質的には掲示板システムを利用してのチャットであると言える。
2ちゃんねるなどでは実況行為はローカルルールでそれが可能とされている掲示板のみで行うことが規定され、それ以外の掲示板ではサーバに負荷が掛かるため禁止されている。

## 板の種類

### 2ちゃんねる
- 実況ch
- 番組ch - 現在は東日本ローカル局番組の実況（東海地方、北陸地方を含む）専用に使用されている。
  - 西日本ローカル局番組の実況・NHK2局の実況・民放キー局5局の実況（同時ネットをする系列局の実況も含む）は板を別に設けている。
- BS実況 - NHKと民放に分けられている。
- スカパー実況 - CS放送向け。
- ラジオ実況
- 野球ch - 野球中継番組の実況専用。
- サッカーch - サッカー中継番組の実況専用。
- スポーツch - 野球、サッカー以外のスポーツ中継番組の実況が中心。
- 市況1・市況2 - 株式・為替相場などの実況に使用。

## 板内に立つスレッド

### 2ちゃんねるの場合
総合的なもの
特に注目されるような番組が放送されず,スレッド1つで事足りる状態では「実況 ◆ フジテレビ ○○○○○（通し番号）」など、総合的な使用を目的としたスレッドのみが消費される。
特定の番組専用のもの
人気の高い番組が放送される時刻が近づくと、これとは別にその番組専用の実況スレッドが掲示板の利用者（「実況民」とも呼ばれる）により立てられる。
その番組のタイトルや通し番号、話数（ない場合もある）が付けられており専用の実況スレッドであることを他の利用者達にも分かりやすいようにしてある。利用者同士での暗黙の了解がある場合は番組名や内容を捻って付けたタイトルのスレッドが作成されることもある。
番組ch(TX)板での例
- 『BLEACH』放送時→「BLEACH最終回 その○」
- 『MÄR -メルヘヴン-』放送時→「('A`)ﾏｰ」など）。

sageスレ・マターリスレ
番組によっては「ゆっくり実況を行う」ために立てられることがある。スレッドタイトルに「【sage】」などが入れられている。また、複数の同ジャンル番組で共有される場合もある。
映画地上波放送時や、『ルパン三世』など一般からも認知度の高い新作長編アニメの放送時、人気があるニュースキャスターや気象予報士（例：半井小絵など）が出演した時、アニソン関連番組の放送時、NHK教育テレビで放映されている『クッキンアイドル アイ!マイ!まいん!』放送時にはスレッドの消費速度は凄まじく（番組や内容によるが、1分間に200 - 650以上のレスがつくことがある）、2ちゃんねるの場合、板内はスレッドが乱立した状態となる。あまりにもスレッドが乱立した状態になると、実況板では最終書き込み時間が早いスレッドから一気に足切りにされ、強制的にdat落ちにさせられることがよくある（通称：圧縮）。
この他、実況板内では番組の実況とは何の関係もない個人的な雑談を目的に立てられたスレッド（糞スレ）も多く見られる（糞スレの散見は実況板内に限ったことではないが）。近年（2006年現在）特に進んでいる実況板のこの傾向は、良識的な利用者達から「実況板のニュー速VIP化」などと呼ばれている。また、ローカル局実況板があるにもかかわらず、地方局で放送されている野球中継の実況スレッドがキー局の実況板に立てられていることがある。これも糞スレと同等であり、実況板内にスレッドが無駄に増加する原因になってしまっている。他にも、映画地上波放送時に毎回なぜか立てられる『コマンドー』実況スレッドがある。全く別の映画が放送されるにもかかわらず立てられるこのスレッドは、番組ch各実況板ではもはや慣例となってしまっている。なお、実際にコマンドーが放映される場合には通常のコマンドースレの代替として、アーノルド・シュワルツェネッガー出演の他作品を冠したスレが立てられる事もある。映画地上波放送の流れとコマンドーの流れ（時にはプレデターやターミネーター）と合致させての実況であり、その映画を熟知している者にとっては意味が通ってしまう実況となっているのも特徴である。

## 制限
番組など実況される内容によって実況板の利用者数は極端に変わる。人気の高い実況である場合は利用者数に比してデータ転送量が増え、サーバが処理できなくなる状態（鯖落ち）が発生する。そのため、2ちゃんねるでは書き込みなどアクセス間隔には制限が設けられている（しかし元より用途が実況用である為、実況板での書き込み間隔の制限は他の板よりは短い）。
2ちゃんねるでは2008年12月現在、多くの板が連続発言 (samba24) 20秒制限となっている。

## バーボンハウス
規制の一種。2ちゃんねるでは実況板に限らず、同一IPアドレスから短時間に連続して同じ板内でスレッドを立てたりスレッドへのレスを行ったりなど、アクセスをするとこれに引っ掛かる（バーボンハウス送り）。
これに引っ掛かると、一部の板を除き2時間は2ちゃんねるの掲示板にアクセスできなくなる。ニュー速VIP板と同様に書き込み速度の速い実況板では、バーボンハウス送りになる可能性が高い。

## 使用されるブラウザの傾向
2ちゃんねるやその互換スクリプトを使用している掲示板では実況板利用者の多くが2ちゃんねるブラウザ（通称：専ブラ）を使用しており、Internet Explorerなどの通常のWebブラウザが使われることは少ない。
通常のWebブラウザの使用は（特に高速で集中的に書き込みが行われる実況板においては）サーバに負荷を掛けてしまう上に、機能面においても不十分だからである。

## キャプ師
番組chなど、テレビ番組系実況板だけに見られる実況板特有の性質としては、「キャプ師」あるいは「キャプ職人」などと呼ばれる利用者が常駐していることが挙げられる。彼らは板内で現在実況が行われているテレビ番組の決定的瞬間を各々でキャプチャし、静止画像（簡易的な動画もある。後述）にして他の利用者達に提供するという役割を自発的に担っている。また、放送終了直後にキャプチャが貼られる場合もある。

### キャプチャの対象
キャプチャの対象として特に好まれる傾向にあるものには下記のようなものがある。中にはイラストを提供する者もいる。
- ニュース番組で女子アナウンサーがニュースを読み上げるシーン
- ニュース番組で明らかな捏造があった時
- アニメでのお色気シーンやカットイン
- 動物特集番組でネコが映った時など
- 2ちゃんねるがテレビカメラに映された瞬間
- オタクが映った瞬間

### キャプチャの形式
番組・内容によってはやや特殊なキャプチャが貼られる場合がある。
つなぎ
映像が上下左右・斜めにスクロールした場面において、画像をつないで全体像を再現したもの。
詰め
連続したシーンや特定の人物が映ったシーンをまとめて1枚にしたキャプチャ。
また、放送終了後にDATや貼られた画像をzipなどにまとめたものを指して使われる場合もある。
GIF動画
GIFによる簡易的な動画。ワンシーンにおける動きを再現している。

### アップローダーの使用
2ちゃんねるや互換スクリプトには直接画像を貼る機能が備わっていないため、キャプ職人は代わりにjikkyo.orgやVIPろだ等のアップローダーにキャプチャした画像のファイルをアップロードする。そのアップロード先のURLを実況用スレッド内に貼ることで他の利用者達に提供している。

## 類似サービス
いずれもテレビ番組を観ながらリアルタイムでチャットを行えるインターネットサービスである。
- Communication Services on TV - 不特定多数の相手と画像や電子メールのやり取りを行うサービス。
- branco - チャット機能が付いたパソコンで視聴するIPTVのサービス。
- おしゃべりテレビ - アバターを用いたワンセグメント放送専用チャットサービス。
- ニコニコ実況 - ニコニコ動画のシステムを応用し、リアルタイムでコメントをつけられるサービス。Web上のサービスのほか、Windows用アプリケーションソフトとしても提供されており、透過モードにしてテレビチューナー内蔵パソコンの再生ソフトに重ねることでニコニコ動画のように表示することが可能となる。2010年8月にはニコニコ実況に対応し、HDMIで接続してテレビ上にコメントを表示できるデジタルテロッパが発売されている。

このほか、専用のサービスではないが、Twitterなどでは、番組に関する専用のハッシュタグ（キーワード）を付けることで、リアルタイムでその番組に関するチャットを行える。これを応用した物として、ソニー・コンピュータエンタテインメントによるPlayStation 3用デジタルチューナー視聴ソフト「torne」でのTwitter連動機能「ライブ機能」がある。

## 関連サイト
- jikkyo.org